# Stellan Vinthagen
Stellan Vinthagen (13 d'octubre de 1964) és un professor suec de sociologia, activista i catedràtic d'Estudis d'Acció Directa i Resistència Noviolenta a la Universitat de Massachusetts, on dirigeix la Resistance Studies Initiative. També codirigeix el Grup d'Estudis de Resistència de la Universitat de Göteborg i és cofundador de la Xarxa d'Estudis de Resistència, a més, és redactor de la revista Journal of Resistance Studies, membre del Council Member of War Resisters International (WRI) i assessor acadèmic del Centre Internacional de Conflictes Noviolents (ICNC). La seva recerca està centrada en la resistència, el poder, els moviments socials, l'acció noviolenta, la transformació de conflictes i el canvi social. Des de 1980 ha estat educador, organitzador i activista en diversos països i ha participat en més de 30 accions de desobediència civil noviolenta, per les quals ha romàs més d'un any a la presó.

## Trajectòria
Vinthagen és doctorat en Investigació per a la pau i el desenvolupament per la Universitat de Goteborg (2005). En la seva dissertació, l'enquadrament religiós de l'acció noviolenta de l'estrateg del moviment anticolonial indi, Mohandas Gandhi, es reinterpreta amb l'ajut de la ciència social contemporània i se n'ofereix una conceptualització secular. Ha escrit o editat vuit llibres i nombrosos articles.
Vinthagen ha estat actiu en molts moviments socials diferents des del 1980 (mediambientals, drets dels migrants, contra el comerç d'armes, pau, solidaritat amb Palestina, drets dels animals, etc.).
Va ser entre els anys 1986 i 2000 un dels principals organitzadors de la lluita antinuclear European Plowshares Movement, que dugué a terme accions noviolentes de desarmament directe en bases militars i fàbriques d'armament. El 1986 va participar en una acció de desarmament, Pershing to Plowshares, en la qual, juntament amb tres persones, va utilitzar martells i serres de perns per a destruir un llançador Pershing II a la base nuclear estatunidenca Mutlangen, a l'Alemanya Occidental. El 1998, amb el grup Bread Not Bombs, va intentar sabotejar un submarí del programa nuclear britànic Trident en una drassana del Regne Unit. Des de 2000, és un participant actiu del Fòrum Social Mundial. El 2007, va ser un dels ideòlegs de la Conferència Acadèmica Blockades a la base naval HMNB Clyde a la badia Faslane, a Escòcia, com a part de la campanya de desobediència civil Faslane 365. Durant dos bloquejos, més de 50 acadèmics de diferents països i disciplines científiques, van bloquejar l'entrada de la base nuclear, mentre realitzaven una conferència acadèmica ordinària, llegint els seus treballs de recerca i debatent amb l'estudiantat. Les dues conferències van acabar amb detencions policials.
Vinthagen és també un dels promotors del vaixell suec a Gaza com a part de la coalició de la Flotilla de la Llibertat, que el maig del 2010 va intentar trencar el setge de Gaza amb diverses embarcacions transportant centenars d'activistes i ajuda humanitària. Quan l'exèrcit israelià va matar nou dels participants i van ferir a trets més de 30 persones, l'acció va esdevenir notícia mundial. Vinthagen va ser el coordinador d'entrenaments d'acció no violenta de la Flotilla de la Llibertat de Gaza el 2011 i el 2012. El 2011 va estar al vaixell Juliano que va ser bloquejat per la Guàrdia costera grega, i el 2012, mentre estava a bord del vaixell Estelle, el van disparar diverses vegades amb una pistola elèctrica i fou arrestat per la marina israeliana. Fou deportat i li prohibiren entrar a Israel durant deu anys. El relator especial de les Nacions Unides, Richard A. Falk, descrigué la Flotilla de Llibertat com l'«actuació d'alliberament més important des del començament de l'ocupació de Palestina». Segons el legislador de Hamàs, Aziz Dweik, «la Flotilla de Gaza ha fet més per Gaza que 10.000 coets». 

## Obra publicada
- (2015) A Theory of Nonviolent Action: How Civil Resistance Works. London: ZED Books (trad. Una teoria de l'acció noviolenta. Com funciona la resistència civil, Pagès Editors, 2019)[11]
- amb Håkan Gustafsson i Patrik Oskarsson (2013) Law, Resistance and Transformation: Social Movements and Legal Strategies in the Indian Narmada Struggle, Lund Studies in the Sociology of Law 43. Lund: Department of Sociology of Law, Lund University.
- amb Justin Kenrick i Kelvin Mason (eds.) (2012) Tackling Trident: Academics in Action through Academic Conference Blockades. Irene Publishing.
- amb Pelle Strindlund (2011) Motståndets väg: civil olydnad som teori och praktik (The Way of Resistance: Civil Disobedience as Theory and Practice) Stockholm: Karneval.
- amb Mona Lilja (eds.) 2009 Motstånd [Resistance], Liber Förlag: Stockholm.
- (2005) Ickevåldsaktion – A social praktik av motstånd och konstruktion [Nonviolent Action – A Social Practice of Resistance and Construction], PhD Dissertation, Department of Peace and Development Research (Padrigu), University of Gothenburg, Sweden (ISBN 918738065X)..
- (1998) Förberedelse för Motstånd – A kritik av plogbillsrörelsens förberedelsemetoder och inre konflikthantering, [Preparation for Resistance – A Critique of the Preparation Methods and Internal Conflict Management of the Plowshares Movement], Omega Förlag and Stiftelsen för Fredsarbete, Göteborg.